# 耐唾液色牢度
耐唾液色牢度是针对婴幼儿机织服装和婴幼儿针织服装特别加做的色牢度测试项目，中华人民共和国纺织行业标准FZ/T 81014-2008对婴幼儿服装(Infant's wear)有9项强制性条文规定，除了耐干摩擦色牢度、耐水色牢度、耐汗渍色牢度、甲醛含量、PH值、可分解芳香胺染料、异味、可萃取重金属含量外，还有一项就是耐唾液色牢度检测。